# Franziskus oder Das zweite Memorandum
Franziskus oder Das zweite Memorandum ist ein historischer Roman des deutschen Autors Peter Berling, der 1990 im Verlagshaus Bastei Lübbe erschienen ist. Das Werk beschreibt Leben und Wirken des Heiligen Franziskus aus »den geheimen Aufzeichnungen des Guido II., Bischof von Assisi«.

## Erzählstil
Der gesamte Roman ist in Form eines fiktiven Tagebuchs des Bischofs Guido II. gehalten, wodurch die Handlung also aus dessen Ich-Perspektive erzählt wird. 

## Handlung

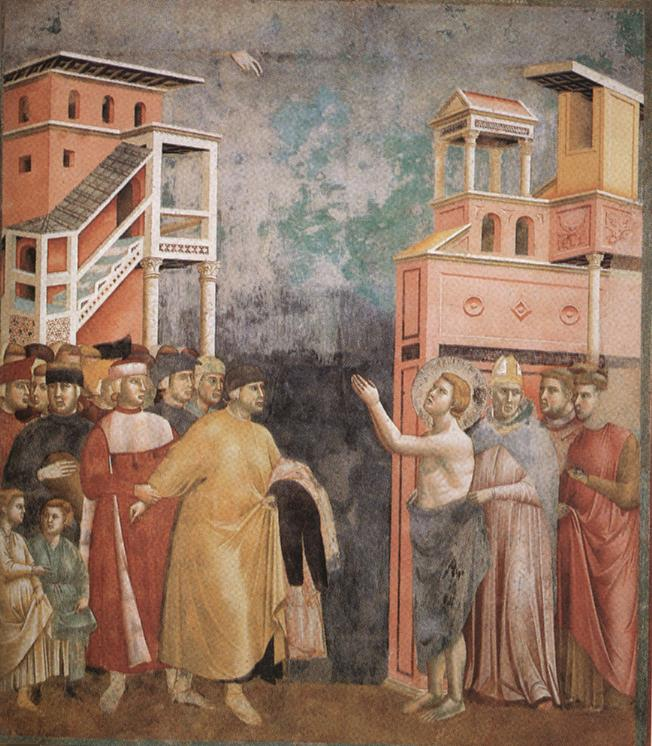
Franziskus überreicht seinem Vater seine Kleider. Bischof Guido II. bedeckt die Blöße des Heiligen mit seiner Stola. Fresko von Giotto in der Basilika San Francesco.

In der vergleichsweise unbedeutenden Diözese Assisi führt Bischof Guido II. seit seiner Amtseinsetzung 1205 ein eher beschauliches Leben im Müßiggang, von gelegentlichen Streitereien mit den unbotmäßigen Prioren der Kathedrale San Rufino und zwischen den bürgerlichen Majores und Minores abgesehen. Mit der Ruhe in Assisi ist es je zu Ende, als 1207 der vermögende Tuchhändler Pietro Bernardone vor dem bischöflichen Gericht seinen Sohn Francesco der Veruntreuung des Familienvermögens anklagt, weil dieser einer vermeintlich göttlichen Eingebung folgend ein Leben in strengster Armut und Askese gewählt und das Geld des Vaters als Almosen verwendet hat. Obwohl Bischof Guido selbst zwar gläubig katholisch, aber alles andere als fromm und enthaltsam ist, erkennt er in der Selbstkasteiung des Francesco jene bedingungslose Hinwendung zu der ursprünglichen Lebensweise Christi, derer die Kirche, längst durch weltliches Machtstreben und Gier korrumpiert, so dringend für eine geistige Erneuerung bedarf.
Bereitwillig nimmt Guido deshalb die Rolle des Protektors der sich schnell um Francesco anwachsenden Bruderschaft der Minderen an und fördert seinen Wunsch nach offizieller Anerkennung seiner reinen Predigt »sine glossa« (ohne Floskeln) durch den Papst. Doch damit begibt er sich in die Niederungen machtpolitischer Ränke der Kurie, insbesondere des skrupellosen Machtmenschen Ugolino di Segni, der die „Franziskaner“ theologisch wie organisatorisch als einen Orden der Hierarchie der Kirche gefügig machen will, bevor deren vorgelebtes Armutsideal die Existenzberechtigung des Klerus ernsthaft in Frage stellen kann.
In der Überzeugung, dass der vor seinem Richterstuhl abgehaltene Prozess zwischen Vater Bernardone und seinem Sohn den Anfang bedeutender historischer Umwälzungen für seine Diözese und Kirche im Allgemeinen markiert, entschließt sich der Bischof ein Tagebuch (Diarium Diaboli Advocati) zu führen, in dem er seine persönlichen Eindrücke und alle Ereignisse betreffs der um Francesco entstehenden Armutsbewegung dokumentieren will. Das Tagebuch soll geheim bleiben und nicht veröffentlicht werden, da es in den innerkirchlichen Intrigenspielen gegen den Autor verwendet werden könnte. Einzig seinen Secretarius und Freund John Turnbull weist der Bischof darin ein und lässt diesen im Sinne der Objektivität eigene Eintragungen tätigen, da John aufgrund seiner ketzerisch-kritischen Einstellung gegenüber der römischen Kirche eine eher skeptische Position bezüglich der franziskanischen Bewegung einnimmt. Im Verlauf der Handlung verlässt John den Dienst beim Bischof, bleibt aber mit ihm weiter in Briefkontakt. Diese Korrespondenz, wie auch jene mit seiner Base Jacoba di Septemsoliis, dem Bischof von Akkon, Jacques de Vitry, und seiner nachfolgenden Sekretäre, Roald of Wendower und Caesar von Speyer, fügt Guido ohne deren Wissen, dem Tagebuch hinzu.
Zwei Wochen nach der Heiligsprechung des Franziskus (16. Juli 1228) beendet der Bischof sein Tagebuch mit der Absicht, seinem Amt entsagend ein neues Leben im Heiligen Land an der Seite seiner Halbschwester und seines Freundes zu beginnen. Dazu mauert er das Diarium in einen Kamin in der Krypta seiner Pfarrkirche Santa Maria Maggiore ein. Als Verschlussstein verwendet er eine eigens von ihm in Auftrag gegebene Gedenktafel, die er mit der Inschrift nach innen gewendet in das Mauerwerk einsetzt. 
| Das Epitaph trägt den Text: Cum bene in caelum nituit claro lumine solis nitui; cum extinto iam ego pereo obscura. Caeca reddita ad culminem motus perventa nunc atra iaceo in ultimum ignem. Franciscus sanctus episcopus suum in gehennam. MCCXXVIII. GUIDO II EPISC. | 0 Nach dem Verlöschen der Sonne erblindet auch der Mond in seinem Lauf, der seinen Glanz von ihr bezogen, vom vollen Licht zur tiefsten Finsternis. Francesco wurde heiliggesprochen, sein Bischof fuhr zur Hölle. 1228. Guido II Bischof. |

Geraume Zeit später, nachdem das Ableben des Bischofs bekannt wurde, wird sein Diarium mit einem Teil des Gedenksteins von John aus dem Versteck geborgen und auf die Deutschordensburg Starkenberg in das Heilige Land verbracht, wo er es dort mit anderen Dokumenten 1244 „für eine interessierte Nachwelt“ erneut einmauert. Über 700 Jahre später soll es hier schließlich von Peter Berling entdeckt worden sein.

## Hintergrund
Franziskus oder Das zweite Memorandum ist das erste Werk im literarischen Schaffen des bis dahin als Filmproduzent und Schauspieler tätigen Peter Berling. Laut dem Vorwort ist er dazu während der 1988 in Italien stattfindenden Produktion zu Liliana Cavanis Francesco motiviert worden, in dem er selbst die Rolle des Bischofs von Assisi übernommen hat. Dazu fabulierte der Autor eine weitergehende Hintergrundgeschichte zur Entstehung des Romans, mit seiner abenteuerlichen Recherche nach unbekanntem Quellmaterial, die ihn zur Entdeckung der „Starkenberger Rollen“ führte.

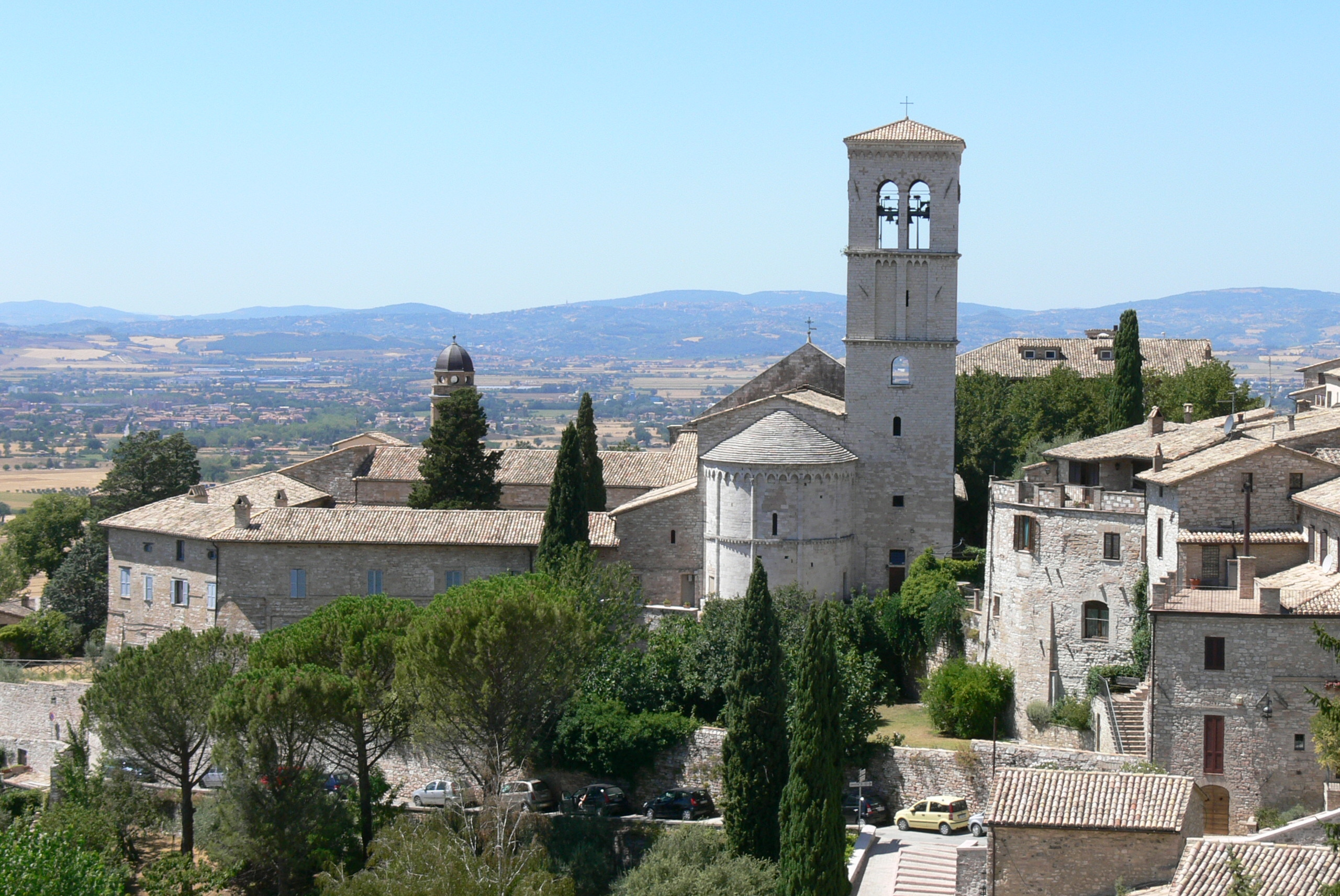
Die Pfarreikirche Santa Maria Maggiore mit dem anschließenden Palazzo del Vescovado.

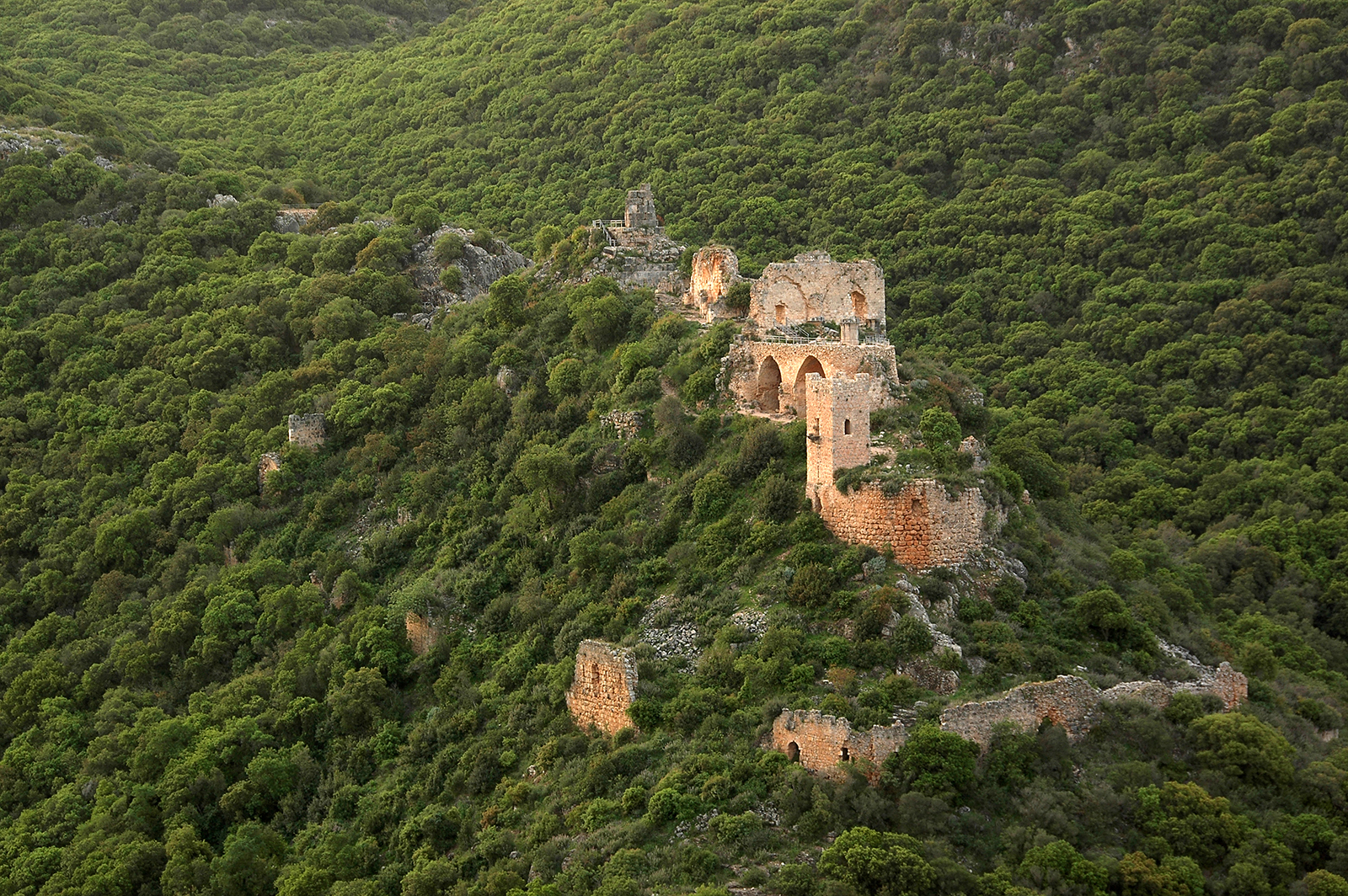
Burg Starkenberg (Montfort) in Israel.

Demnach habe er schon Jahre vor der Filmproduktion in einer „Koranschule am Rande der Sahara“ mittelalterliche Pergamente entdeckt, von denen eines den Textentwurf für ein dem Bischof Guido gewidmetes Epitaph enthalten hätte, der dem Text nach „zur Hölle“ gefahren sei. Dieser Entwurf sei von einem bischöflichen Sekretär namens „Caesarius“ an einen „Johannes du Mont“ adressiert gewesen, der auf Burg Starkenberg (Montfort) im Heiligen Land anzutreffen ist. Durch die Dreharbeiten und seine übernommene Rolle daran erinnert, habe Berling während der Drehpausen private Recherchen aufgenommen, da nach seinem Dafürhalten das Epitaph des Bischofs tatsächlich existiert haben muss. Mit der Erlaubnis des amtierenden Bischofs Sergio Goretti, habe er die antike römische Krypta unter der bischöflichen Residenz von Santa Maria Maggiore zu Assisi und deren Garten inspizieren dürfen. Dabei sei von ihm tatsächlich das als Stellplatz für einen Geranientopf benutzte Bruchstück einer Grabinschrift aufgefunden wurden, die ein Textfragment entsprechend dem in der Wüste gefundenen handschriftlichen Entwurf enthalten habe. 
Um die Verbindung des Epitaphs von Assisi zu Starkenberg zu ergründen, habe Berling schließlich die Reise nach Israel auf sich genommen, um dort in der Ruine der alten Deutschordensburg zu forschen. Dort habe er schließlich das größere Bruchstück des Epitaphs entdeckt, dass dort als Füllmaterial zum Verschluss einer Schießscharte zweckentfremdet wurde. Nachdem die Steinplatte aus dem Mauerwerk herausgestemmt war, habe sich hinter ihr ein Hohlraum eröffnet, in dem mehrere Pergamentrollen verwahrt waren, die unter anderem ein bisher unbekanntes Tagebuch des Bischofs, dessen umfangreiche Korrespondenz mit seinem Secretarius John Turnbull und diversen anderen Personen enthielten. In der Furcht, die wertvollen Dokumente könnten ihm am strengbewachten Flughafen Ben Gurion abgenommen werden, habe Berling sie noch vor Ort auf Dia abgelichtet, bis er dabei von einer sich nicht näher zu erkennen gebende Guerillatruppe mit vorgehaltener Waffe darin unterbrochen wurde. Mit der Ermahnung, dass er nichts gefunden und auch niemanden getroffen habe, hätten sie ihm das gesamte Bildmaterial beschlagnahmt. Schließlich ist Berling in Italien nach Beendigung der Dreharbeiten von seinem Kontaktmann aus Israel aufgefordert wurden, sich „zur körperlichen und geistigen Anregung“ für zwei Wochen in die Bündner Alpen nach Poschiavo zu begeben. Dort fand er in einem abgeschiedenen Anwesen die ihm beschlagnahmten Fotografien und Dokumente aus Starkenberg wieder, dank der er nun doch genügend Material für seinen Roman zur Hand hatte. Inwiefern das vollendete Werk wie auch seiner Hintergrundgeschichte der Fantasie des Autors entsprungen ist, bleibt dem Leser zur Beantwortung offen. Die geheimnisvollen „Starkenberger Rollen“, mit ihrem der Öffentlichkeit vorenthaltenen Inhalt, habe er nicht behalten dürfen, dafür aber würde ihm genügend Bildmaterial zur Verfügung stehen, das ihm beim „Fund“ des Epitaphs zu Starkenberg zeigen.

## Dramatis personae
Guido della Porta, OSB – geboren im Jahre 1176 zu Rom als Sohn der Livia di Septemsoliis, alias „Lady d’Abrayville“, einer Base der Familie Frangipane. Sein Vater war vermutlich Wilhelm „Spadalunga“ von Montferrat, der die Mutter auch heiraten wollte, dann aber vom Papst zur Ehe mit der Erbin des Königreichs Jerusalem angehalten wurde. Der junge Guido wuchs als Novize der Benediktiner in Monte Cassino auf und durfte in Bologna studieren. Schließlich stieg er in den Vertrauenskreis Papst Innozenz III. auf, der ihn förderte und mit dem Namen der adligen Familie Della Porta versah. Als Agent des Papstes nahm er am vierten Kreuzzug (1202–1204) teil und beeinflusste die Wahl zum ersten lateinischen Kaiser von Konstantinopel. Als Lohn für diese Dienste erhielt er die Einsetzung als Bischof von Assisi.
John Turnbull – als Ritter „Odo Crean de Saint-Liargue“ aus Okzitanien („Romanien“) stammend. Des Bischofs erster Secretarius mit ketzerischer Gesinnung, von äußerst dubioser Herkunft und mit verschiedenen Identitäten. Verliebte sich in jungen Jahren in die aus verarmtem Adel stammende Alazais d’Estrombèzes, die er auch zu heiraten beabsichtigte. Ihr gemeinsamer Sohn wird Raoul (* 1201), der sich später Crean nennen lässt. Doch um sein Vermögen gebracht, wurde Alazais von ihren Eltern mit dem Herrn von Bourivan (bei Moissac) verheiratet, worauf sich John als Secretarius in den Dienst des Marschalls Villehardouin begeben hat, von dem er seinen englischen alias erhielt. Begleitete den Marschall auf den vierten Kreuzzug und warnte ihn vergeblich vor dem Geschäft mit der Republik Venedig. Schrieb allerdings die ihm diktierte Geschichte der Eroberung Konstantinopels (Histoire de la conquête de Constantinople) nieder. Erhielt nach dem Ende des Kreuzzuges als „Chevalier du Mont Sion“ ein Lehen auf der Peloponnes, verließ dennoch den Dienst beim Villehardouin um sich dafür nun in den des neuen Bischofs von Assisi zu stellen. Ungeachtet seiner Sympathien für den katharischen Glauben und seiner Verbindung zu der ominösen Geheimgesellschaft der Prieuré de Sion verbindet ihn mit dem katholischen Bischof ein gegenseitiges Verständnis und freundschaftliches Einvernehmen.
- Ermengarda – die Haushälterin des Bischofs.
- Anna, gen. Sylvia (* 1197) – ihre Tochter, die sich mit Sigbert auf den Kinderkreuzzug begibt.
- Roald of Wendower – ein Vetter Rogers of Wendower, Mönch von St. Trinian in England und ab 1214 des Bischofs zweiter Secretarius.
- Caesar von Speyer, OFM – dritter und letzter Secretarius des Bischofs.
- Emilio – erster Majordomus des Bischofs.
- Ripke Wilbald auf Rötgenstein (* 1157, von Rothenstein) – erst Kapitän der Garde des Bischofs, dann dessen Majordomus.
- Hartwolf vom Berghe (* 1194) – dessen Nachfolger.
- Gunter von Öxfeld (* ca. 1181, von Oebisfelde) – der bischöfliche Kurier.
- Sigbert von Öxfeld (* 1195) – sein jüngerer Bruder, ehemaliger Benediktinernovize zu Köln, dann Teilnehmer des Kinderkreuzzuges.
- Jacoba di Septemsoliis – eine Base des Bischofs.
- Laurence de Belgrave (* 1186)[4] – die Halbschwester des Bischofs, „Äbtissin“ der Karmeliterinnen von L’Immaculata del Bosco auf dem Monte Sacro zu Rom.
- Innozenz III., gen. Inno.
- Ugolino di Segni – Kardinalbischof von Ostia.
- Jacques de Vitry – Bischof von Akkon.
- Elia von Cortona – der Organisator des Franziskaner-Ordens.
- Burkhard von Ursperg[5] – ein Chronist.
- Clara d’Offreduccio.
- Francesco, eigentlich Giovanni Bernardone.

u. v. a.